# Абу Мухсін аль-Масрі
'Абу Мухсин аль-Масрі (араб. أبو محسن المصري, при народженні Гусам Абд-аль-Рауф, араб. حسام عبد الرؤوف) — був другим керівником Аль-Каїди і верховним лідером Аль-Каїди на Індійському субконтиненті.
У грудні 2018 року ФБР включило його до списку найбільш розшукуваних терористів. Був убитий під час операції Національного управління безпеки (NDS) у центральній провінції Газні в Афганістані. Директор Національного контртеррористичного центру США Кріс Міллер підтвердив смерть Аль Масрі. Однак, ФБР відмовилось публікувати заяви щодо його смерті.